# Anna Rudawcowa
Anna Rudawcowa, właściwie Anna Rudawiec, z domu Okuszko-Boska, herbu Leliwa (ur. 7 sierpnia 1905 roku w Dorpacie, obecnie Tartu, zm. 2 grudnia 1981 w Gliwicach) – polska poetka, pisarka, aktorka, nauczycielka, działaczka patriotyczna. Autorka wierszy dla dzieci, wierszy religijnych i wierszy o tematyce zesłańczej. Przed II wojną światową publikowała swoje prace w czasopismach dla dzieci Płomyk i Płomyczek.

## Życiorys

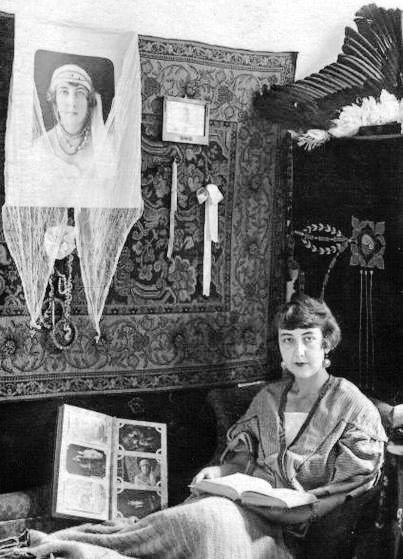
Anna Rudawcowa w domowym zaciszu (lata 30. XX w.)

Po wyjściu za mąż w 1931 zamieszkała z rodziną w Grodnie. W czasie wojny w 1940, po aresztowaniu męża, zesłana z dwójką dzieci do Kraju Ałtajskiego w ZSRR, następnie po podpisaniu przez gen. Władysława Sikorskiego z Józefem Stalinem porozumienia (dotyczącego losu Polaków w ZSRR i formowania Armii Polskiej w ZSRR) znalazła schronienie w Atbasarze, gdzie tworzyła i wystawiała inscenizacje patriotyczne dla rodaków. W tym czasie powstał cykl wierszy o tematyce zesłańczej. Po śmierci gen. Sikorskiego ponowne aresztowana i przeniesiona do Kuszmuruna, potem (w 1944) do Karagandy. W 1946 wróciła do Polski i osiedliła się wraz z mężem i dziećmi w Gliwicach.
Przez władze komunistyczne została uznana za wroga klasowego w wyniku czego przez wiele lat jej utwory znajdowały się na indeksie i nie były dopuszczane do druku. Zniechęcona wieloma nieudanymi próbami wydania swoich utworów skupiła się na pisaniu wierszy dla dzieci, wierszy religijnych i nielicznych inscenizacji.
Odznaczona pośmiertnie Krzyżem Zesłańców Sybiru.
Wspomnienia Anny Rudawcowej z pobytu na zesłaniu opisała córka poetki, Halina Łupinowicz
w swojej książce Skrzywdzeni.

## Ważniejsze prace

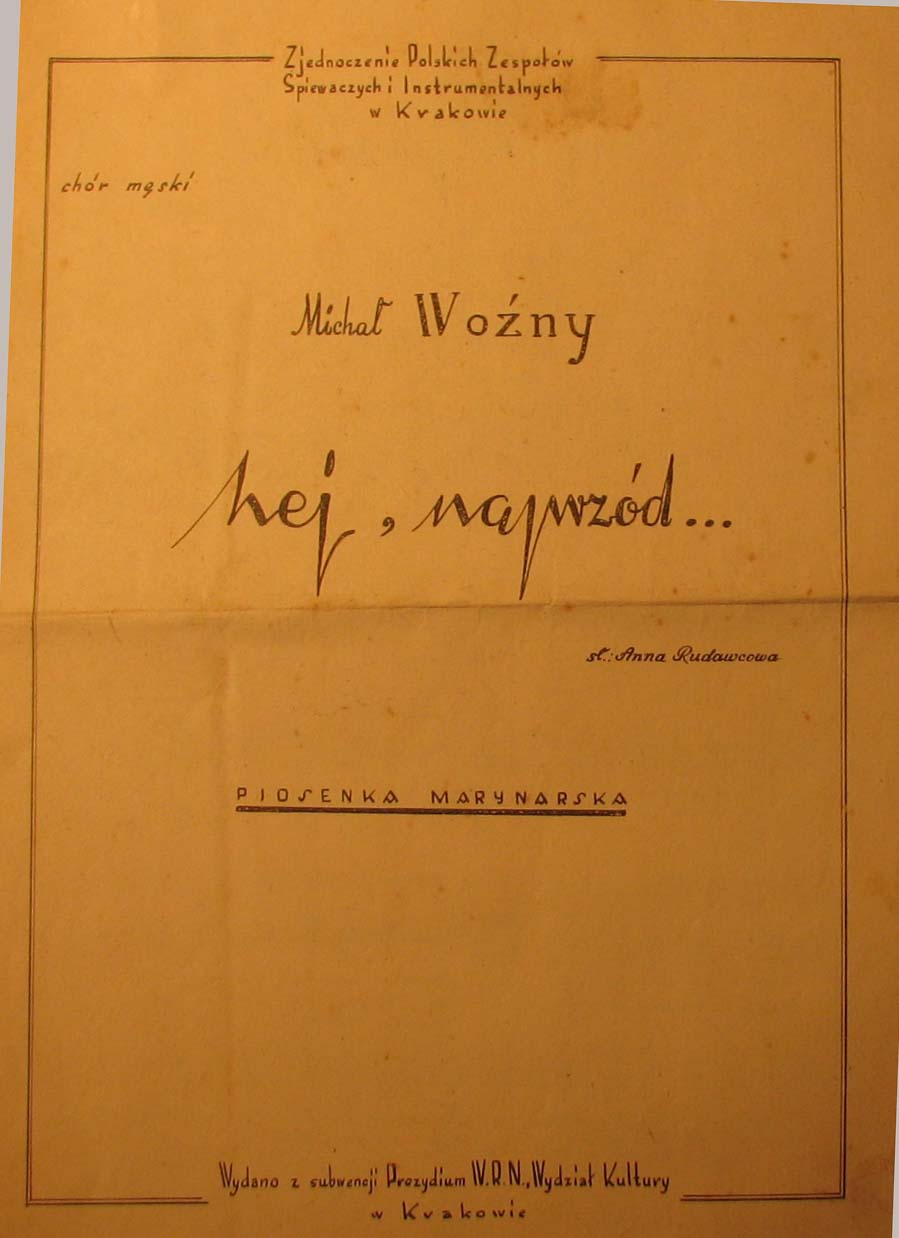
Okładka wydania nut piosenki Hej, naprzód....

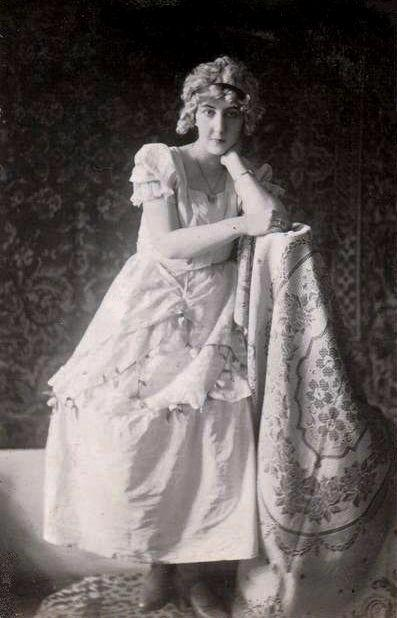
Anna Rudawcowa jako aktorka w roli markizy ("Sen o markizie", 1928-30)

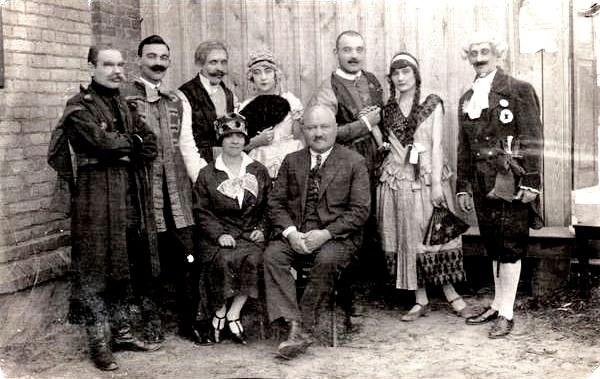
Anna Rudawcowa wśród trupy teatralnej (stoi w środku z wachlarzem, "Sen o markizie", 1928-30)

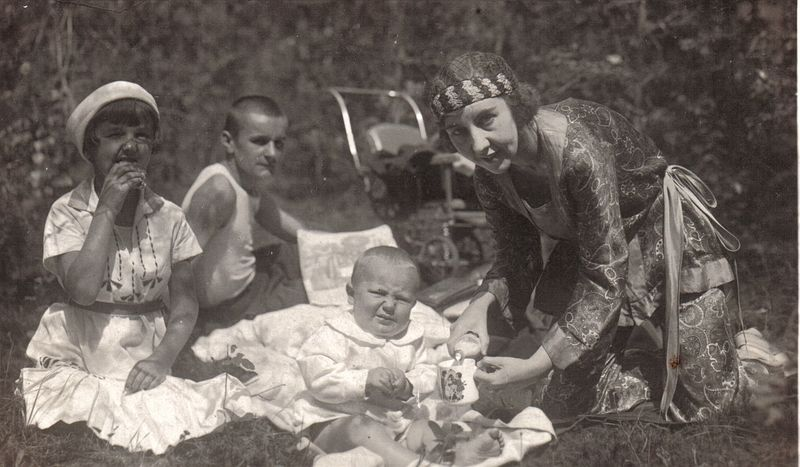
Anna Rudawcowa z rodziną na pikniku (lata 30. XX w.)

- Spadające Gwiazdy - tomik poezji[1], Gliwice 2015, ISBN 978-83-937152-2-0
- Do Braci; Sybirska kołysanka; W sybirskiej chacie; Litania Wygnańców; Morituri te salutant; Sen o Polsce; Powrót - wiersze opublikowane w czasopiśmie Zesłaniec, nr 58 (2014), s. 45-48
- Oczy dziecka: wiersze, bajki, kołysanki - tomik poezji[1], Gliwice 2013, ISBN 978-83-937152-1-3
- Wiersze z Sybiru – tomik poezji[1], Gliwice 2013, ISBN 978-83-937152-0-6
- Wiersze sybirskie – tomik poezji, Bydgoskie Towarzystwo Naukowe, 1990
- Bajka – obrazek sceniczny w 2 odsłonach – utwór sceniczny, wyd. 1948
- Śpiew maszyn - wiersz Hanny Rudawcowej – utwór sceniczny, wyd. 1947
- Hej, naprzód... Piosenka marynarska[2] – muz. Michał Woźny, sł. Anna Rudawcowa; nakł. Zjednoczenia Polskich Zespołów Śpiewaczych i Instrumentalnych w Krakowie, wyd. przedwojenne
- liczne pojedyncze wiersze publikowane w czasopismach Płomyk i Płomyczek
- inscenizacje dla dzieci i młodzieży
- wiersze i wierszyki dla dzieci
- wiersze religijne
- wiersze patriotyczne i okolicznościowe
- kolędy do słów wierszy poetki

## Przekłady poezji Anny Rudawcowej
- Halina Abłamowicz, Kevin Christianson: Polish Poetry from the Soviet Gulags: Recovering a Lost Literature, Edwin Mellen Press, 5 grudnia 2008, ISBN 0-7734-4934-5, ISBN 978-0-7734-4934-3